# Takuya Uehara
Takuya Uehara (植原 卓也, Uehara Takuya), né le 22 juin 1988 à Moriguchi (Osaka) au Japon, est un artiste japonais essentiellement actif sur la scène nippone. Danseur émérite, il est également acteur, parolier et chanteur.

## Biographie
En 2000, Takuya Uehara fait ses débuts en tant que membre de l'unité de danse J-pop HEADS. Après la dissolution du groupe, il lance sa carrière d'acteur en 2005.
Il gagne en popularité avec FROGS, une saga théâtrale créée par Gorō Kishitani. Aux côtés de Sōichi Hirama, il sera à l'affiche du spectacle durant deux ans, de 2007 à 2009. Il confirme sa notoriété en interprétant Kenya Oshitari dans Tenimyu. Dès lors, quoique principalement actif sur la scène, il figure également dans quelques séries télévisées et films.
En 2011, il décroche le rôle principal dans la série dramatique Sign : il y interprète Dōji Ooe, un jeune lycéen aux prises avec sa surdité. Sur le tournage, il retrouve Sōichi Hirama et Mizuta Kouki - Hirama interprétant l'un des personnages principaux et Kouki apparaissant en invité sur l'épisode 8. En 2012, le trio entonne le morceau Butterfly lors d'un concert organisé par leur agence commune Amuse. Leur interprétation ainsi que leur danse sont acclamées par le public. À la suite de ce succès, Takuya Uehara, Sōichi Hirama et Mizuta Kouki forment le groupe 3LDK.
Son rôle le plus célèbre reste Grell Sutcliff dans les adaptations musicales du manga Black Butler. Présent depuis la toute première mouture de That Butler, Friendship, il campe le personnage de 2009 à 2018. Il est présent dans toutes les productions, à l'exception de Noah's Ark Circus où Grell ne figure pas dans la trame. Pour son retour dans Tango on the Campania, l'autrice Yana Toboso lui demande de jouer Grell comme une « femme forte [...] et de la présenter comme une femme de carrière », corroborant ainsi le fait que la shinigami est une femme trans. Le comédien confirme avoir interprété Grell en ce sens. Takuya Uehara et Shūhei Izumi (Undertaker) sont les seuls acteurs à avoir incarné le même personnage sur l'ensemble des comédies musicales, jusqu'au reboot en 2021.
En 2018, il figure dans la production théâtrale ZEROTOPIA de Chikyū Gorgeous.
Entre 2019 et 2020, il campe Herbert, le fils flamboyant du Comte von Krolock (Yūichirō Yamaguchi), dans le 5e revival du Bal des Vampires sur la scène tokyoïte.
En 2021, 3LDK sort son premier album, Only One. Takuya Uehara officie en tant que parolier sur les chansons, Sōichi Hirama gère la direction artistique et Mizuta Kouki s'occupe de la réalisation du clip.
En 2023, 3LDK est à l'affiche de la comédie musicale Mia Famiglia.

## Filmographie (sélection partielle)

### Cinéma
- 2008 : Aquarian Age : Juvenile Orion The Movie
- 2009 : Keitai Kareshi : Riku, le petit ami virtuel
- 2013 : Arcana : Nakabayashi

### Télévision
- 2005 : Shibuya Fifteen : DJ
- 2006 : Gachi Baka! : Shinsuke Baba
- 2008 : Konno-san to Asobo : Katsumi Uchiyama
- 2008 : Sumire 16 sai! : Katō
- 2009 : Shirayuri Kyōdai no Handsome na Shokotaku : Rio Shirayuri
- 2010 : Q10 : Kazuma Nishi
- 2011 : Sign : Dōji Ooe
- 2012 : Fallen Angel : Riku Aiba
- 2013 : Otousan wa Nido Shinu : Détective Inohara

## Performances scéniques partielles
- 2007-2009 : FROGS : Hiroshi Fukurou
- 2008-2009 : Tenimyu : Kenya Oshitari
- 2009 : Black Butler : That Butler, Friendship : Grell Sutcliff
- 2010 / 2013 : Black Butler : The Most Beautiful DEATH in The World : Grell Sutcliff
- 2014 : In the Heights : le vendeur de piraguas
- 2014 / 2015 : Black Butler : Lycoris that Blazes the Earth : Grell Sutcliff
- 2016 : The Scarlet Pimpernel : Farleigh
- 2017 / 2019 : La Revanche d'une Blonde : Warner
- 2018 : ZEROTOPIA
- 2017-2018 : Black Butler : Tango on the Campania : Grell Sutcliff
- 2019 : Elisabeth : Elmer
- 2019-2020 : Le Bal des Vampires : Herbert
- 2020 : Flashdance : CC
- 2021 : Un violon sur le toit : Perchick
- 2023 : Mia Famiglia : Stevie (avec 3LDK)
- 2025 : Kane and Abel : Matthew Lester